# San José (La Guardia)
San José ist eine Landstadt im Departamento Santa Cruz im südamerikanischen Anden-Staat Bolivien.

## Lage im Nahraum
San José ist der zentrale Ort des Kanton San José im Municipio La Guardia in der Provinz Andrés Ibáñez. Die Stadt liegt am rechten Ufer des Río Piraí auf einer Höhe von 507 m zwischen den Städten La Guardia im Norden und Santa Rita im Süden.

## Geographie
San José liegt im tropischen Feuchtklima am Ostrand der Anden-Gebirgskette der Cordillera Oriental. Die Region war vor der Kolonisierung von tropischem Feuchtwald bedeckt, ist heute aber größtenteils Kulturland.
Die Jahresdurchschnittstemperatur der Region liegt bei etwa 24 °C (siehe Klimadiagramm El Torno), die monatlichen Durchschnittstemperaturen schwanken zwischen 20 °C im Juni und Juli und 26 °C von November bis Februar. Der jährliche Niederschlag beträgt im langjährigen Mittel etwa 1100 mm, einer kurzen Trockenzeit von Juli bis September mit Monatsniederschlägen von unter 50 mm steht eine ausgedehnte Feuchtezeit gegenüber, in der von November bis März die Monatswerte teilweise deutlich über 100 mm hinausgehen.

## Verkehrsnetz
San José liegt in einer Entfernung von 26 Straßenkilometern südwestlich von Santa Cruz, der Hauptstadt des Departamentos.
Vom Zentrum von Santa Cruz aus führt die asphaltierte Nationalstraße Ruta 7 als vierspurige „Avenida Grigotá“ in südwestlicher Richtung über La Guardia nach San José und weiter über La Angostura, Samaipata und Comarapa nach Cochabamba.

## Bevölkerung
Die Einwohnerzahl der Ortschaft ist in den vergangenen beiden Jahrzehnten um etwa die Hälfte angestiegen:
| Jahr | Einwohner | Quelle       |
| ---- | --------- | ------------ |
| 1992 | 1415      | Volkszählung |
| 2001 | 2045      | Volkszählung |
| 2012 | 2251      | Volkszählung |
| 2024 |           | Volkszählung |

Aufgrund der Zuwanderung indigener Bevölkerung aus dem Altiplano im Verlauf des 20. Jahrhunderts weist die Region einen gewissen Anteil an Quechua-Bevölkerung auf, im Municipio La Guardia sprechen 17,1 Prozent der Bevölkerung Quechua.